# Brian S. Robinson

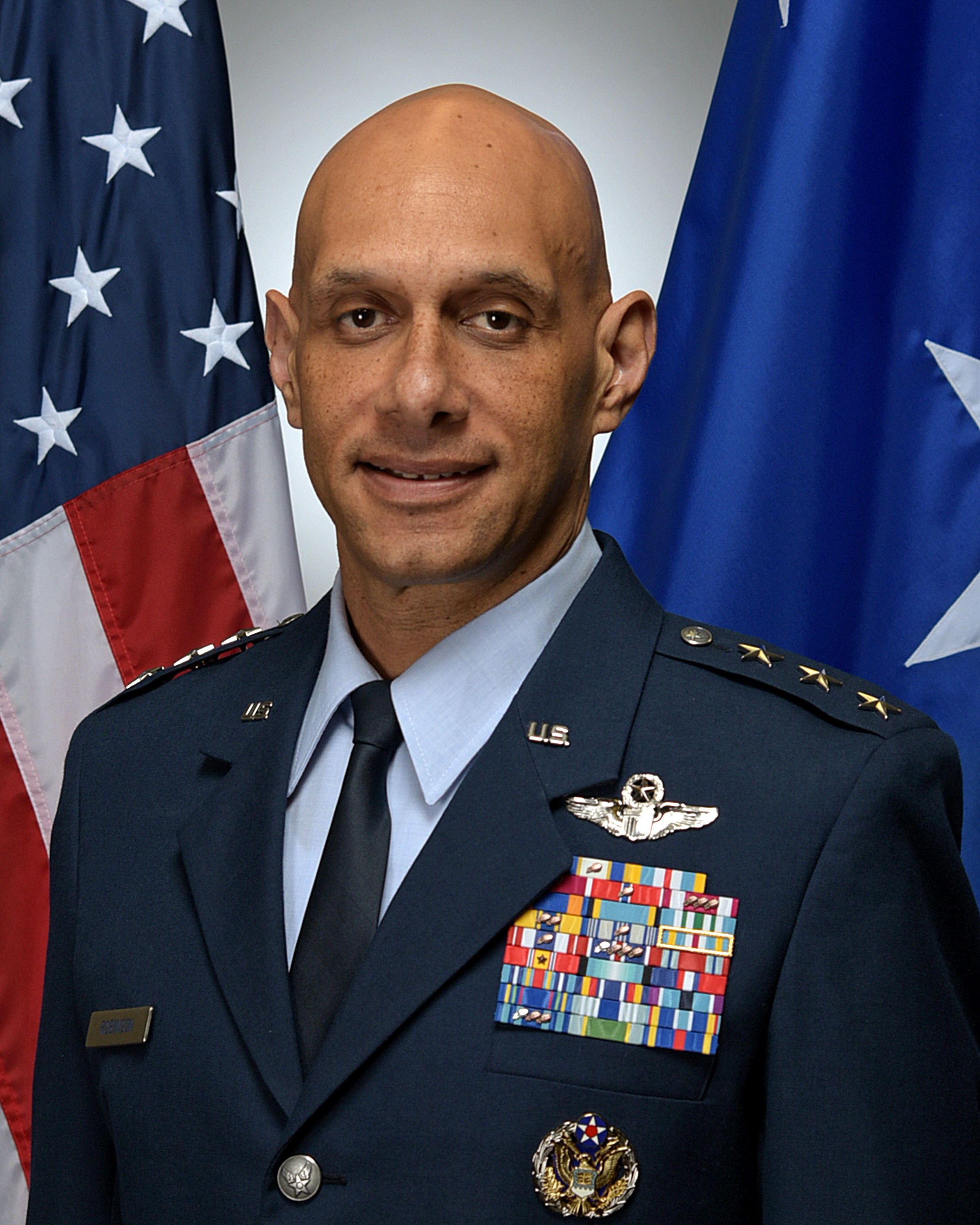
Brian S. Robinson (2020)

Brian Scott Robinson  (* 7. Dezember 1965 in Philadelphia, Pennsylvania) ist ein Generalleutnant der United States Air Force. Zurzeit (Mai 2025) kommandiert er das Air Education and Training Command.
Robinson besuchte die öffentlichen Schulen seiner Heimat und studierte für einige Zeit an der Philadelphia University Computerwissenschaften. Über die Air Force Officer Training School gelangte er im Jahr 1987 in das Offizierskorps des United States Air Force.
Im Lauf seiner militärischen Karriere absolvierte er verschiedene Kurse und Schulungen. Dazu gehörten unter anderem eine Ausbildung zum Kampfpiloten und weitere Fortbildungskurse als Pilot neuer Flugzeugtypen; die Squadron Officer School auf der Maxwell Air Force Base (Maxwell AFB) in Alabama; das Air Command and Staff College, das sich ebenfalls auf der Maxwell AFB befindet; das Air War College über einen Fernkurs; den C-17A Weapons Instructor Course auf der Nellis Air Force Base in Nevada; mehrere Kurse bei der National Defense University; den Joint Flag Officer Warfighter Course auf der Maxwell AFB; den Advanced Senior Leadership Development Course und den Combined Force Maritime Component Commander Course am Naval War College in Newport in Rhode Island. Außerdem erhielt er akademische Grade von der Air University, der Webster University und der University of Tennessee.
In seinen frühen Jahren als Offizier der Luftwaffe war er an verschiedenen Stützpunkten in den Vereinigten Staaten stationiert. Dabei war er als Pilot, Flugausbilder oder Stabsoffizier bei unterschiedlichen Einheiten tätig. Dazwischen absolvierte er die erwähnten Schulungen. Zwischen Mai 1993 und Juli 1996 war er in Japan auf der Yokota Air Base stationiert.
Nach seiner Beförderung zum Oberst im Jahr 2009 wurde Brian Robinson auf die Charleston Air Force Base in South Carolina versetzt. Dort war er zwischen November 2009 und Juni 2011 stellvertretender Kommandeur des 437. Lufttransportgeschwaders (437th Airlift Wing). Danach war er bis Januar 2012 Stabsoffizier beim Air Mobility Command das auf der Scott Air Force Base in Illinois angesiedelt ist. 
Daran schloss sich eine Versetzung nach Little Rock in Arkansas an. Auf der dortigen Air Base kommandierte Robinson zwischen Januar 2012 und Juli 2013 das 19. Lufttransportgeschwader (19th Airlift Wing). Danach war er bis Juni 2015 stellvertretender Kommandeur des 618th Air Operations Center auf der Scott AFB. Anschließend erhielt er das Kommando über dieses Operations Center, das er bis zum September 2016 behielt. Auch danach blieb er auf der Scott AFB und kehrte zum Stab des Air Mobility Commands zurück. Bis zum August 2017 war er in dessen Abteilung für Operationen als Director of Operations tätig.
Es folgte eine Versetzung zur Stabsabteilung für Operationen beim Hauptquartier der Air Force. Dieser Abteilung gehörte Robinson bis zum Juni 2019 an. Danach wurde er zum United States Transportation Command versetzt, wo er bis zum August 2020 als Director of Operations tätig war. Dann kehrte er ein weiteres Mal auf die Scott AFB zurück. Zwischen August 2020 und Mai 2022 war er dort stellvertretender Kommandeur des Air Mobility Commands.
Am 20. Mai 2022 übernahm Brian Robinson als Nachfolger von Marshall B. Webb auf der Randolph Air Force Base in Texas das Kommando über das Air Education and Training Command. Dieses Amt hat er bis heute (September 2024) inne.
Während seiner aktiven Zeit als Militärpilot absolvierte Robinson über 4400 Flugstunden auf verschiedenen Flugzeugtypen.

## Daten der Beförderungen
| Abzeichen | Rang               | Jahr              |
| --------- | ------------------ | ----------------- |
|           | Second Lieutenant  | 15. Dezember 1987 |
|           | First Lieutenant   | 15. Dezember 1989 |
|           | Captain            | 15. Dezember 1991 |
|           | Major              | 1. Juli 1999      |
|           | Lieutenant Colonel | 1. März 2004      |
|           | Colonel            | 1. Juni 2009      |
|           | Brigadier General  | 2. März 2014      |
|           | Major General      | 17. November 2017 |
|           | Lieutenant General | 14. August 2020   |

## Orden und Auszeichnungen
Brian Robinson erhielt im Lauf seiner militärischen Laufbahn unter anderem folgende Auszeichnungen:
- Air Force Distinguished Service Medal
- Defense Superior Service Medal
- Legion of Merit
- Bronze Star Medal
- Air Medal
- Meritorious Service Medal
- Aerial Achievement Medal
- Joint Service Commendation Medal
- Air Force Commendation Medal
- Air Force Achievement Medal
- Joint Meritorious Unit Award
- Air Force Outstanding Unit Award
- Combat Readiness Medal
- National Defense Service Medal
- Antarctica Service Medal
- Kosovo Campaign Medal
- Global War on Terrorism Expeditionary Medal
- Global War on Terrorism Service Medal
- Humanitarian Service Medal
- Nuclear Deterrence Operations Service Medal
- Air Force Longevity Service Award

Hinzukommen noch verschiedene Ordensbänder (Ribbons).